# Antonio Beato

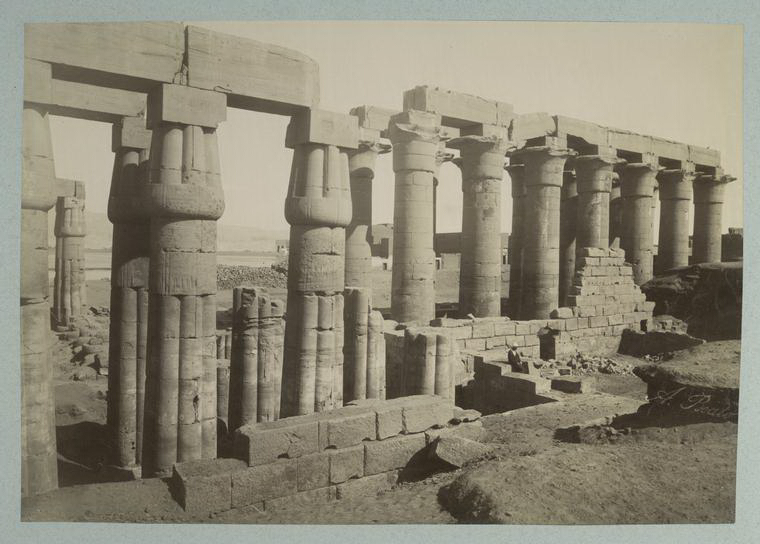
Chrám v Luxoru, Luxor, Egypt. Albuminový stříbrný tisk, 1860–1889

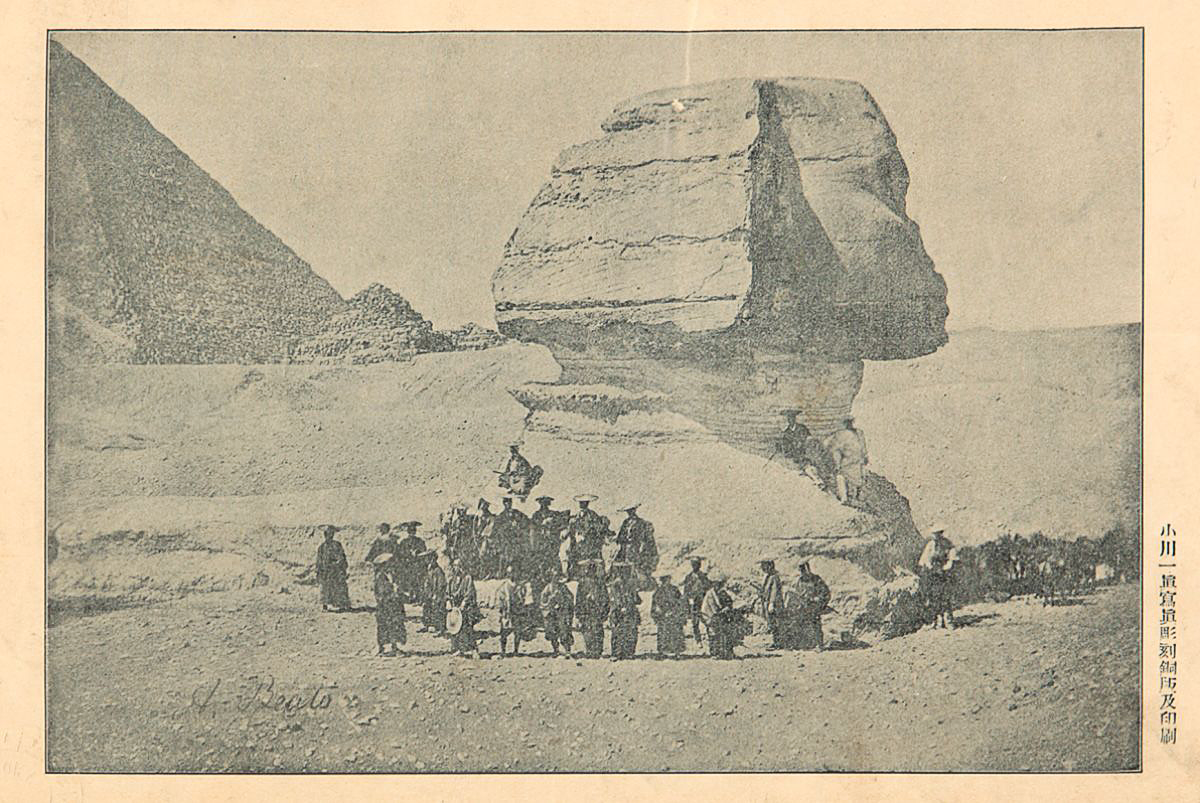
Členové japonské mise Ikedy Nagaoki v Evropě před Sfingou v Egyptě, albuminový tisk, 1864

Antonio Beato (1825, Benátky – 1905, Luxor), známý také jako Antoine Beato, byl italsko-britský fotograf. Je známý svými žánrovými pracemi, portréty, pohledy na architekturu a krajinu Egypta a dalších míst ve středomořské oblasti. Byl mladším bratrem fotografa Felice Beata (1832–1909), s nímž někdy spolupracoval. Antonio a jeho bratr byli součástí malé skupiny komerčních fotografů, kteří jako první vytvořili snímky Orientu ve velkém měřítku.

## Život a dílo
O původu a raném životě Antonia Beata je toho známo málo. Pravděpodobně se narodil na benátském území někdy po roce 1832 a později se stal naturalizovaným britským občanem. Přinejmenším jeho starší bratr Felice Beato se narodil v Benátkách, ale rodina se mohla přestěhovat na Korfu, který byl až do roku 1814, kdy ostrov získala Británie, benátským majetkem. Antonio často používal francouzskou verzi svého křestního jména, Antoine Beato. Předpokládá se, že tak učinil, protože pracoval hlavně v Egyptě, kde pobývalal velká francouzsky mluvící populace.
Existence řady fotografií s podpisy „Felice Antonio Beato“ a „Felice A. Beato“ vedla mnoho vědců k domněnce, že existuje jeden fotograf, který nějakým způsobem fotografoval současně na místech tak vzdálených jako Egypt a Japonsko. V roce 1983 se ukázalo, že značku „Felice Antonio Beato“ zastupovali dva bratři, Felice Beato a Antonio Beato, kteří pravidelně spolupracovali a sdíleli podpis. Zmatek vyplývající z podpisů nadále způsobuje problémy při identifikaci, který ze dvou fotografů byl tvůrcem daného snímku.
O jeho studiu fotografie není známo téměř nic. Možná se o fotografii začal zajímat prostřednictvím svého bratra Felicea, o kterém se předpokládá, že se v roce 1850 setkal s britským fotografem Jamesem Robertsonem na Maltě, a kolem roku 1851 si koupil fotografické vybavení v Paříži a později téhož roku Robertsona doprovázel v roce 1851 do Konstantinopole. Antonio se připojil ke svému bratrovi a Robertsonovi na Maltě kolem roku 1853. Partnerství známé jako „Robertson & Beato“ vzniklo koncem roku 1853 nebo začátkem roku 1854 ve městě Pera v Konstantinopoli (dnešní Istanbul). Není však zcela jasné, zda se na partnerství podílel Antonio nebo Felice. Někteří vědci se domnívají, že to byl ve skutečnosti Antonio.
Do padesátých let 19. století vyvolalo turistické cestování na Blízký východ silnou poptávku po fotografických suvenýrech. Beato a jeho bratr byli součástí skupiny raných fotografů, kteří se vydali na východ, aby tuto poptávku využili. Mezi tyto průkopnické fotografy patřili Francouzi, Félix Bonfils (1831–1885); Gustave Le Gray (1820–1884) a Hippolyte Arnoux, bratři Henri a Emile Bechardovi a řečtí bratři Zangakiové z nichž mnozí byli současně v Egyptě a uzavírali formální i neformální pracovní partnerství. Tito raní fotografové, včetně Antonia a jeho bratra, byli mezi prvními komerčními fotografy, kteří na Středním východě vyráběli snímky ve velkém měřítku.
Na konci roku 1854 nebo počátkem roku 1855 se jejich sestra Leonilda Maria Matilda Beato provdala za obchodního partnera svých bratrů, Jamese Robertsona. Pár měl tři dcery, Catherine Grace (nar. 1856), Edith Marcon Vergence (nar. 1859) a Helen Beatruc (nar. 1861). Řada fotografií firmy vyrobených v padesátých letech 19. století je podepsána společností Robertson, Beato and Co. a věří se, že „and Co.“ odkazuje na Antonia.
V červenci 1858 se Antonio připojil k Felicemu v Kalkatě. Felice byl v Indii od začátku roku a fotografoval následky indického povstání roku 1857. Antonio také fotografoval v Indii až do prosince 1859, kdy pravděpodobně ze zdravotních důvodů opustil Kalkatu a zamířil na Maltu přes Suez.
Antonio Beato odešel do Káhiry koncem roku 1859 nebo začátkem roku 1860 a strávil tam dva roky, než se přestěhoval do Luxoru, kde si v roce 1862 (až do své smrti v roce 1906) otevřel fotografický ateliér a začal produkovat turistické obrazy lidí a architektonická místa v této oblasti. Na konci 60. let 18. století spolupracoval Antonio s francouzským fotografem Hippolyte Arnouxem. Beatoovy obrazy Egypta se výrazně lišily od snímků ostatních fotografů pracujících v této oblasti. Zatímco většina fotografů se zaměřila na majestátnost památek a architektury, Beato se soustředil na scény každodenního života.
V roce 1864, v době, kdy jeho bratr Felice žil a fotografoval v Japonsku, fotografoval Antonio členy japonské mise Ikedy Nagaoki, kteří během cesty do Francie navštívili Egypt.
Antonio Beato zemřel v Luxoru v roce 1906. Jeho vdova zveřejnila oznámení o jeho smrti, když nabídla dům a vybavení k prodeji.
Byl členem zednářské lóže v Bejrútu a později se připojil k Bulwer Lodge 'Nr. 1068 v Káhiře a byl spoluzakladatelem Grecia Lodge Nr. 1105 v egyptském hlavním městě.

## Galerie

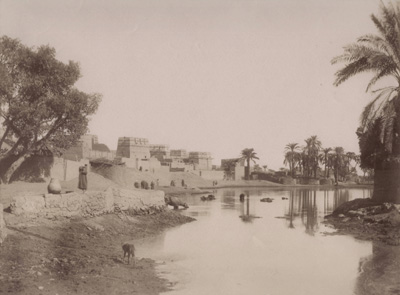
Vue de Louxor, côte est
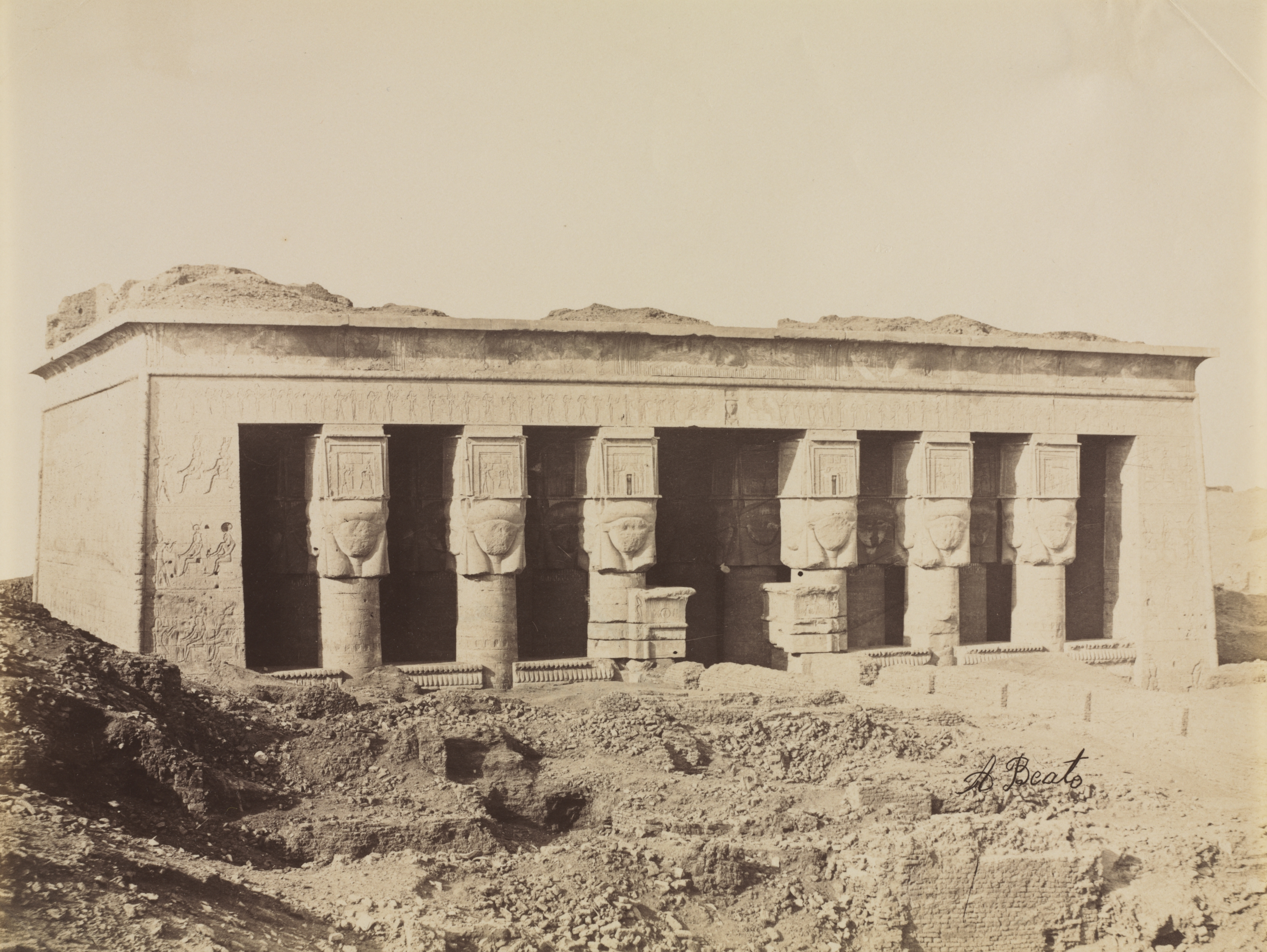
Temple de Dendera, Cleveland Museum of Art
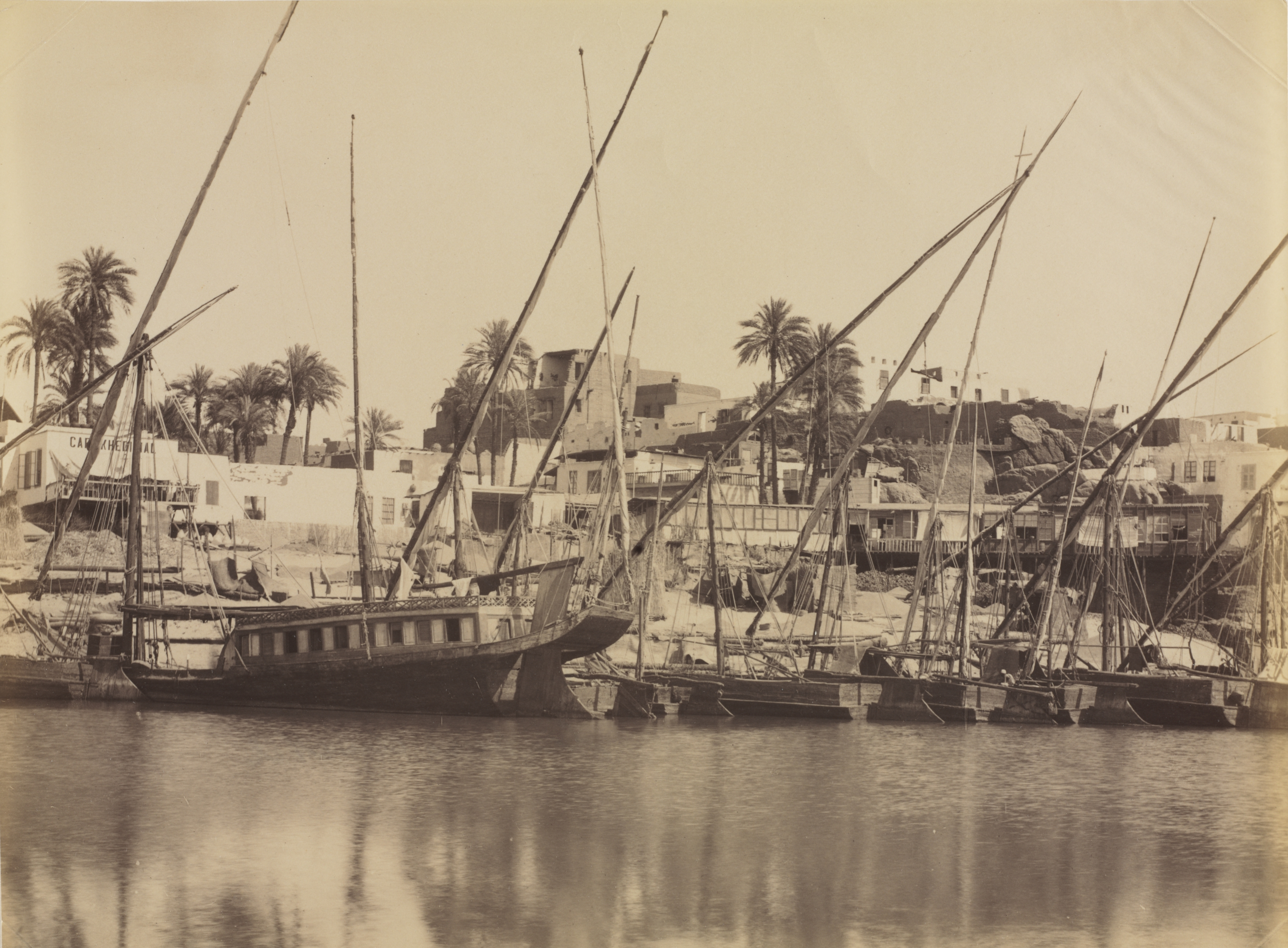
Vue d'Assouan, le long du Nil, Cleveland Museum of Art
Assiout, vue depuis la montagne, Cleveland Museum of Art
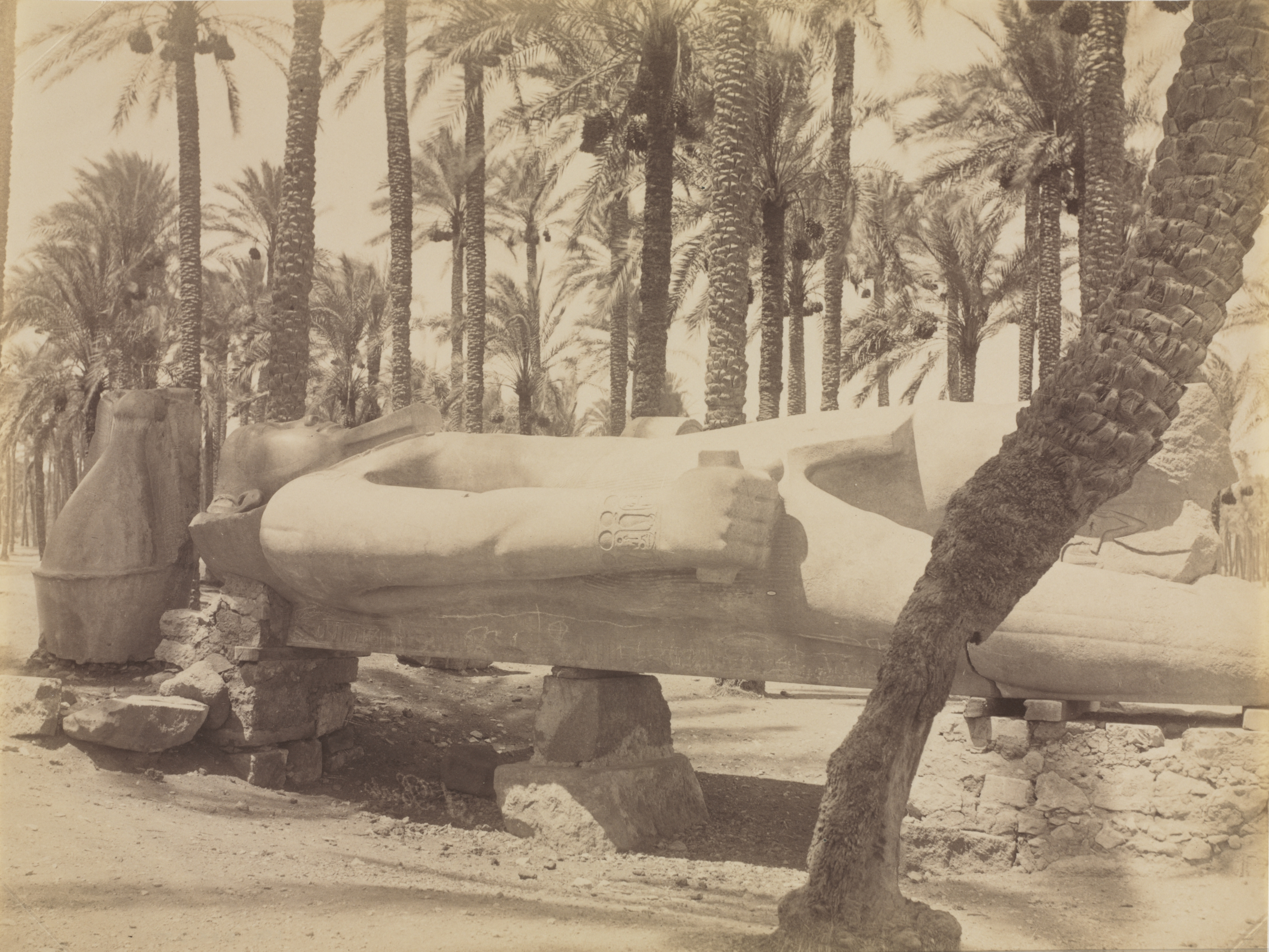
Statue de Ramses à Saqqara, Cleveland Museum of Art